# 유회 (조공왕)
조공왕 유회(趙共王 劉恢, ? ~ 기원전 181년)은 중국 전한의 황족 · 제후왕이다. 양 · 조 두 제후국의 왕을 지냈으며, 시호는 공(共)이다.
전한 고제의 아들로, 고제 11년(기원전 196년), 양나라 왕 팽월이 제거된 후 그 후임으로 양나라에 봉해졌다. 고제는 동군을 없애고 양나라에 붙여주었다.
재위 16년 만에 고황후에게 살해당한 조유왕 유우의 후임으로 조나라에 옮겨 봉해졌으나, 이를 원망했다. 또 고황후는 여산의 딸을 유회에게 시집 보냈는데, 이 여자와 그를 따라온 관리들이 모두 여씨의 무리라 이들에게 압박을 받아 마음껏 할 수 있는 게 없었다. 조왕이 한 여자를 사랑하니 여왕후가 그를 짐살했다. 조왕은 시 네 장을 짓고 슬퍼하다 6월에 자살했다. 고황후는 조왕이 여자 때문에 자살했다며 그의 후사를 끊었다.